# Amphipteryx nataliae
Amphipteryx nataliae là loài chuồn chuồn trong họ Amphipterygidae. Loài này được González-Soriano mô tả khoa học đầu tiên năm 2010.